# اسلوبودان بوشکان

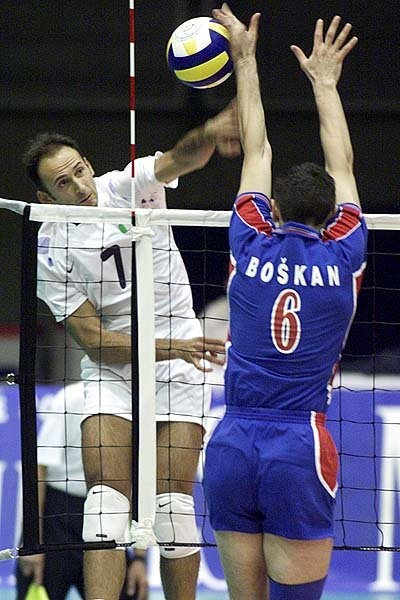
اسلوبودان بوشکان با لباس آبی رنگ

اسلوبودان بوشکان (به صربی: Slobodan Boškan) (زاده ۱۸ آگوست ۱۹۷۵ در نووی ساد) بازیکن سابق تیم ملی والیبال یوگسلاوی است. اسلوبودان بوشکان به همراه تیم ملی یوگسلاوی - صربستان به افتخارات و مدال‌های زیادی دست یافت و یکی از بازیکن‌های نسل طلایی صربستان بود و توانسنت مدال طلا المپیک ۲۰۰۰ را به دست‌آورد. در رده باشگاهی نیز در باشگاه‌های المپیاکوس، ایراکلیس، ترنتینو و هالک بانک توپ زد.
او در حال حاضر سرمربی تیم ملی مونته نگرو است.